# Infliksimab
Inflíksimàb je monoklonsko protitelo proti TNF-alfa, ki se uporablja pri zdravljenju revmatoidnega artritisa, crohnove bolezni, ulceroznega kolitisa, ankilozirajočega artritisa, luskavice, psoriatičnega artritisa in behçetove bolezni. Daje se intravensko, običajno v šest- do osemtedenskih razmikih.
Med pogoste neželene učinke spadajo okužbe, akutna infuzijska reakcija in bolečina v trebuhu. Gre za biološko zdravilo iz skupine himernih (mišje-človeških) monoklonskih protiteles, ki se vežejo na dejavnik tumorske nekroze alfa (TNF-α), in sicer na njegovo topno kot transmembransko obliko TNF.
Infliksimab je pridobil dovoljenje za promet z zdravilom v ZDA leta 1998, v Evropski uniji pa leta 1999. Zaradi poteka patenta so na tržišču že tudi podobna biološka zdravila, v Evropski uniji od 2013, v ZDA od leta 2016.

## Klinična uporaba
Infliksimab je odobren za zdravljenje:
- crohnove bolezni
- ulceroznega kolitisa
- ankilozirajočega artritisa,
- luskavice in
- psoriatičnega artritisa.

Nenamensko se uporablja tudi za zdravljenje behçetove bolezni.

## Mehanizem delovanja
Infliksimab je biološko zdravilo iz skupine himernih (mišje-človeških) monoklonskih protiteles, ki se vežejo na dejavnik tumorske nekroze alfa (TNF-α), in sicer na njegovo topno kot transmembransko obliko TNF. Z vezavo topnega TNF-α neposredno zavirajo njegovo provnetno delovanje na številne imunske celice, z vezavo na membransko vezani TNF-α pa povzročajo apoptozo imunskih celic, spodbujajo s komplementom in protitelesi posredovano citotoksičnost ter zavirajo izločanje citokinov.